# Paddy McClafferty
Patrick John McClafferty, detto Paddy (Killybegs, 19 settembre 2004), è un calciatore gibilterriano, difensore del Blyth Spartans e della nazionale gibilterriana.

## Carriera

### Club
Ha iniziato a giocare a calcio in Spagna nelle giovanili di Taraguilla, Naranjitos, San Roque, Balón de Cádiz ed Algeciras. Nel 2023 si è trasferito in Inghilterra dove ha iniziato la sua carriera nelle divisioni dilettantistiche con Team Northumbria e Newcastle Benfield, per poi accasarsi ai semiprofessionisti degli Blyth Spartans in settima divisione.

### Nazionale
Nel 2023 ha giocato 4 partite con la maglia della nazionale gibilterriana Under-21.
Il 22 marzo 2025 ha debuttato con la nazionale maggiore gibilterriana nell'incontro di qualificazione per il Campionato mondiale di calcio 2026 perso 3-1 contro il Montenegro.

## Statistiche

### Cronologia presenze e reti in nazionale
| Cronologia completa delle presenze e delle reti in nazionale ― Gibilterra | Cronologia completa delle presenze e delle reti in nazionale ― Gibilterra | Cronologia completa delle presenze e delle reti in nazionale ― Gibilterra | Cronologia completa delle presenze e delle reti in nazionale ― Gibilterra | Cronologia completa delle presenze e delle reti in nazionale ― Gibilterra | Cronologia completa delle presenze e delle reti in nazionale ― Gibilterra | Cronologia completa delle presenze e delle reti in nazionale ― Gibilterra | Cronologia completa delle presenze e delle reti in nazionale ― Gibilterra |
| Data                                                                      | Città                                                                     | In casa                                                                   | Risultato                                                                 | Ospiti                                                                    | Competizione                                                              | Reti                                                                      | Note                                                                      |
| ------------------------------------------------------------------------- | ------------------------------------------------------------------------- | ------------------------------------------------------------------------- | ------------------------------------------------------------------------- | ------------------------------------------------------------------------- | ------------------------------------------------------------------------- | ------------------------------------------------------------------------- | ------------------------------------------------------------------------- |
| 22-3-2025                                                                 | Nikšić                                                                    | Montenegro                                                                | 3 – 1                                                                     | Gibilterra                                                                | Qual. Mondiali 2026                                                       | -                                                                         | 83’                                                                       |
| 25-3-2025                                                                 | Faro                                                                      | Gibilterra                                                                | 0 – 4                                                                     | Rep. Ceca                                                                 | Qual. Mondiali 2026                                                       | -                                                                         | 25’                                                                       |
| Totale                                                                    |                                                                           | Presenze                                                                  | 2                                                                         |                                                                           | Reti                                                                      | 0                                                                         |                                                                           |